# Кулагина, Инна Михайловна
Инна Михайловна Кулагина (1928—2003) — советский зоотехник. Депутат Верховного Совета СССР 5-го созыва (1958—1962). Заслуженный зоотехник РСФСР (1965). Герой Социалистического Труда (1966).

## Биография
Родилась 9 августа 1928 года в городе Плёс, Приволжского района Ивановской области в семье служащих.
С 1946 года после окончания средней школы И. М. Кулагина работала в колхозе и  делопроизводителем в школе села Чеганово, Заволжского района Ивановской области.
С 1947 по 1952 годы обучалась на зоотехническом факультете Ульяновского сельскохозяйственного института.
С 1952 года И. М. Кулагина начала работать зоотехником в колхозе имени Жданова Радищевского района Ульяновской области, с 1953 года переведена в штат машинно-тракторной станции. С 1955 года И. М. Кулагина была назначена главным зоотехником и вступила в члены колхоза имени Жданова Радищевского района.
За короткий срок И. М. Кулагина создала племенное высокопродуктивное молочное стадо бестужевской породы и под её руководством была значительно повышена продуктивность молочного стада. Под руководством И. М. Кулагиной в колхозе имени Жданова работала Ульяновская областная школа по племенной работе и Радищевская районная школа по молочному животноводству.
7 марта 1960 года «за отличие в труде и за высокие показатели» Указом Президиума Верховного Совета СССР Инна Михайловна Кулагина была награждена Орденом Трудового Красного Знамени.
За 1963—1965 годы при плане 120 голов хозяйством было реализовано 328 голов племенного молодняка крупного рогатого скота, в том числе 163 головы класса элита и экстра класса. В 1965 году от каждой из 544 коров колхоз получил по 3160 килограммов молока, на 930 кг больше чем в среднем по району. Выросла продуктивность птиц и овец. Выход молодняка на 100 маток составил 100 телят, 102 ягненка.
В 1965 году «за заслуги в зоотехническом обеспечении развития животноводства» И. М. Кулагина была удостоена почётного звания — Заслуженный зоотехник РСФСР.
22 марта 1966 года  Указом Президиума Верховного Совета СССР «за достигнутые успехи в развитии животноводства, увеличении производства и заготовок мяса, молока, яиц, шерсти и другой продукции» Инна Михайловна Кулагина была удостоена звания Героя Социалистического Труда с вручением Ордена Ленина и золотой медали «Серп и Молот».
8 апреля 1971 года «за отличие в труде и за высокие показатели» Указом Президиума Верховного Совета СССР Инна Михайловна Кулагина была награждена вторым Орденом Трудового Красного Знамени.
С 1979 года была переведена на преподавательскую работу в Ульяновскую школу управления сельским хозяйством, где передавала накопленный опыт работы молодым зоотехникам.
Депутат Верховного Совета СССР 5-го созыва (1958—1962) от Ульяновской области. Также избиралась депутатом Ульяновского областного и Радищевского районного Советов депутатов трудящихся, членом президиума Ульяновского городского женского совета, входила в состав ревизионной комиссии Ульяновского обкома КПСС.
С 1985 года вышла на заслуженный отдых.
Жила в Ульяновске. Умерла 11 апреля 2003 года. Похоронена на Северном кладбище  города Ульяновска.

## Награды
- Медаль «Серп и Молот» (22.03.1966)
- Орден Ленина (22.03.1966)
- Два Ордена Трудового Красного Знамени (07.03.1960, 08.04.1971)

### Звание
- Заслуженный зоотехник РСФСР (1965)
- Почётный гражданин Радищевского района (2000)